# Siri Dahl
Pour les articles homonymes, voir Dahl.
 (janvier 2024).
Siri Dahl, née le 20 juin 1988 à Minneapolis, est une actrice pornographique américaine.

## Biographie
Siri Dahl commence la pornographie en 2012. Elle a travaillé avec la plateforme Adult Time et en est ambassadrice. Elle a également tourné avec la société de production Brazzers.

## Nominations et récompenses
- 2014 : Female Performer of the Year aux TLA RAW Award[5].
- 2020 : Babe of the Month par Bang![6]